# عمود فوقاس

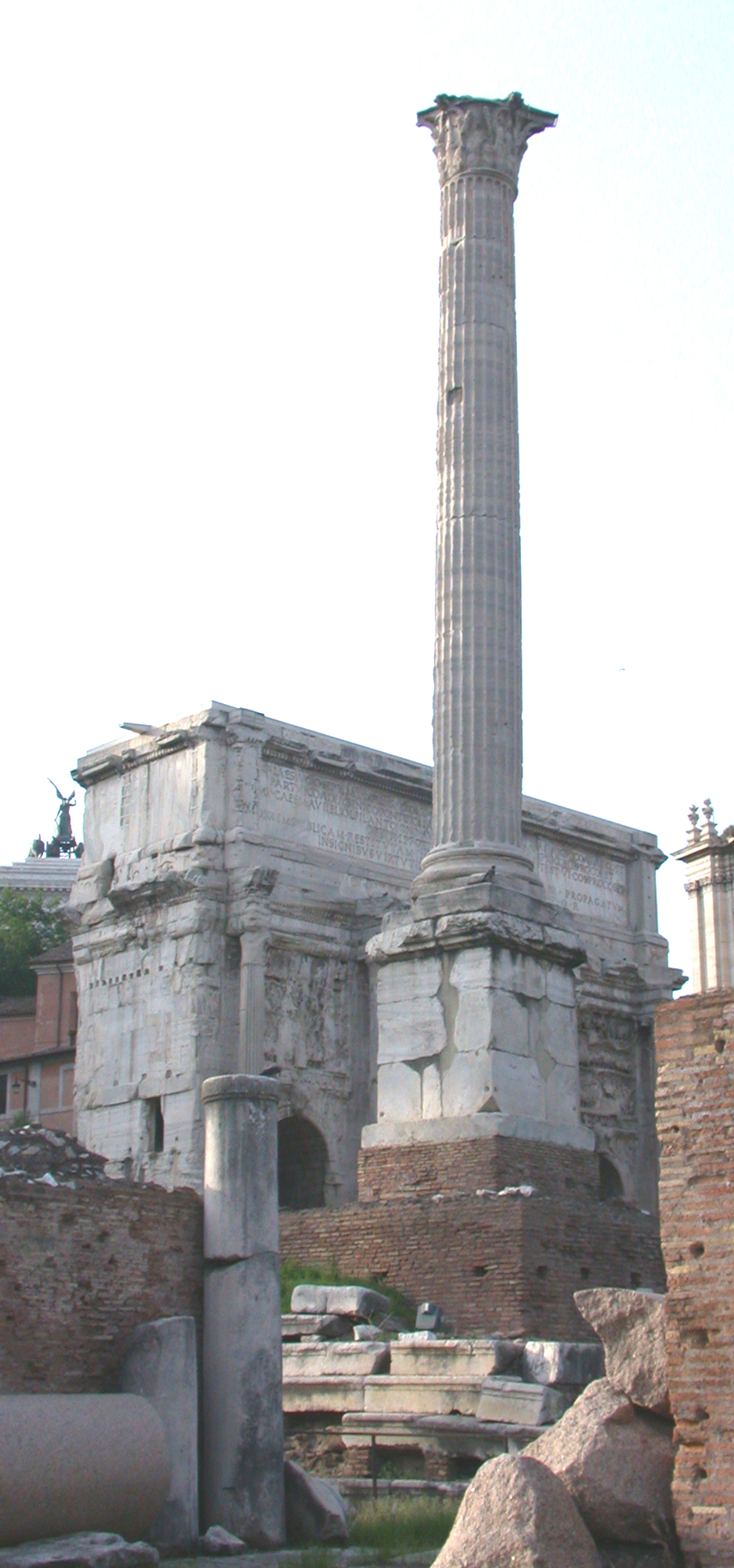
عمود فوكاس، بالقرب من قوس سيبتيميوس سيفيروس.

عمود فوكاس الذي نصب قبل روزترا في المنبر الروماني وكرس أو أهدى ثانية تكريماً للإمبراطور البيزنطي فوكاس في 1 أغسطس 608، كان الإضافة الأخيرة للمنبر الروماني. العمود الكورينثي يقف على ارتفاع 13.6 م (44 قدم) على رخامه التكعيبي الأبيض ويبدو أصلاً بأنه كان قد بني في القرن الثاني. الأساس المربع للطابوق لم يكن مرئياً في الأصل، والمستوى الحالي للمنبر لم يحفر في الأسفل إلى تبليطه الأغسطي السابق حتى القرن التاسع عشر.
إن المناسبة الدقيقة لهذا الشرف الوحيد أمر مجهول، مع ذلك فوكاس تبرع ببانثيون رسمياً إلى البابا بونيفايس الرابع، الذي أهداها ثانية إلى كل شهداء القديسين الذين أضيفت إليهم مريم العذراء في العصور الوسطى (سانتا ماريا أد مارتيريس). أعلى العمود نصب من قبل سماراجدوس، إكسارتش رافينا، تمثال مبهر لفوكاس، الذي من المحتمل أنه وقف سريعاً هناك فقط. في أكتوبر 610، فوكاس أسر غدراً، واغتال وعذب وقطع بشكل تشويهي: تماثيله في كل مكان أسقطت. بدلاً من أن تكون مظاهرة لتأشير الامتنان البابوي بينما هو يعلن ليكون كعرض أحياناً، التمثال على عموده كان على الأرجح شعار السيادة الإمبراطورية على روما، التي زالت تحت الضغط من قبل عائلة لومبارد بسرعة، وهو علامة شخصية للامتنان من قبل سماراجدوس، الذي استدعاه فوكاس من منفى طويل وكان مديناً للإمبراطور باسترجاع موقعه من القوة في رافينا.
العمود بقي في موقعه الأصلي. موقعه الطليق المعزول بين الخراب جعله دائماً معلماً في المنبر، وهو يظهر في أغلب الأحيان في الحفر. الارتفاع في المستوى الأرضي بسبب تآكل الدفن بالكامل في الوقت الذي قام فيه جيوسيب فاسي وجيامباتيستا بيرانيسي بحفر ونقش العمود في منتصف القرن الثامن عشر.